# Hanji (film)
Pour le type de papier hanji, voir Papier coréen.
Pour plus de détails, voir Fiche technique et Distribution.
Hanji (달빛 길어올리기, Dalbit gileoolligi),  est un film sud-coréen réalisé par Im Kwon-taek, sorti en 2011. Le film est inspiré de faits réels,,.

## Synopsis
Un agent administratif de bas niveau, Pil Yong, doit s'occuper de sa femme handicapée, Hyo-kyung. Il est muté à Jeonju avec la charge de relancer l'industrie de hanji et il se trouve que Hyo-kyung vient d'une famille de maître de la technique de fabrication de ce papier.

## Fiche technique
- Titre : Hanji[4]
- Autre titre : Papier traditionnel coréen[5]
- Titre original : 달빛 길어올리기 (Dalbit gileoolligi)
- Réalisation : Im Kwon-taek
- Scénario : Im Kwon-taek, Kim Mi-yeong et Song Gil-han
- Musique : Kim Su-chol
- Photographie : Kim Hoon-kwang
- Montage : Park Soon-duck
- Production : Kang Soo-youn, Park Joong-hoon et Ye Ji-won
- Société de production : CJ Entertainment, Lotte Entertainment et Showbox
- Pays :  Corée du Sud
- Genre : Drame
- Durée : 118 minutes
- Date de sortie : 
  - Corée du Sud : 17 mars 2011

## Distribution
- Park Joong-hoon : Pil-yong
- Ye Ji-won : Hyo-kyung
- Kang Soo-youn : Ji-won
- Ahn Byeong-kyeong : Deok-soon
- Jang Hang-seon : le moine Do-am
- Kwon Tae-won : le co-président Kwon
- Kim Byeong-chun : Chun Jang-in
- Kwon Hyun-sang : Young-ki
- Min Kyung-jin : Oh Kyung-min
- Han Su-yun : Da-Young
- Jin Kyung : Chef de section féminine